# Speedball
Speedball is het gelijktijdig intraveneus toedienen van heroïne en cocaïne. Het gevaar van speedballs is onder andere het sneller uitwerken van cocaïne met een potentieel dodelijk respiratiore depressie veroorzaakt door het effect van heroïne. 
Bekende sterfgevallen door het gebruik van speedball zijn Alice in Chains-zanger Layne Staley en de acteurs River Phoenix, John Belushi en Chris Farley. Depeche Mode-zanger Dave Gahan kreeg een hartaanval na een speedball-overdosis  en Guns N' Roses-drummer Steven Adler kreeg een hersenbloeding door gebruik van speedball. Hij heeft er een spraakgebrek aan overgehouden. 